# Maale Rehavam
Maale Rehavam (en hebreu: מעלה רחבעם) és un lloc avançat i un assentament israelià, situat en la Cisjordània ocupada, prop de Betlem, i al nord-oest d'Hebron, a les muntanyes de Judea, en el bloc d'assentaments de Gush Etzion. La seva comunitat mare, l'assentament de Nokdim, és administrat pel Consell Regional de Gush Etzion, que inclou a Maale Rehavam com una comunitat separada en el seu lloc web oficial.
La comunitat internacional considera il·legals sota la llei internacional, els assentaments israelians en la Cisjordània ocupada, però el govern israelià ignora aquest fet. De totes maneres els llocs avançats són il·legals fins i tot segons la pròpia llei israeliana. Maale Rehavam estava entre els llocs d'avançada que el govern israelià es va comprometre a evacuar, en el full de ruta per la pau de 2003. Segons les FDI, les ordenis de demolició havien estat enviades per demolir les cases, però la construcció ha continuat.

## Història
Maale Rehavam va ser fundat el 2001 amb ajuda de l'organització de colons Amana, després de l'assassinat del ministre Rehavam Zeevi. El ministre era un fervent partidari de la construcció de nous assentaments, als territoris palestins ocupats per Israel. Maale Revaham va ser construït en un terreny que havia estat declarat com a terres estatals, i que pertanyia al proper assentament de Nokdim. La zona d'assentament va ser posteriorment dividida en diverses parcel·les amb aquest propòsit. Maale Rehavam està situat en una zona designada com a reserva natural. El 16 de maig de 2006, el diari Maariv va publicar un article en el qual s'afirmava que Maale Rehavam va ser construït sobre un terreny propietat privada d'un ciutadà palestí. Els habitants van presentar una demanda contra el diari per difamació, i un tribunal de Jerusalem va sentenciar el 25 de juny que Maariv havia de publicar una correcció i compensar a cadascun dels habitants de l'assentament amb la quantitat de 1.000 NIS.
D'igual manera que l'assentament de Nokdim, la petita comunitat mixta està format per unes 30 famílies (al febrer de 2013) observants religioses i no religioses que conviuen juntes. En general, les grans poblacions israelianes solen tenir poblacions bastant heterogènies, mentre que les comunitats més petites són més homogènies. La comunitat està basada el model dels eco-llogarets, i es dedica a la recol·lecció d'olives i ametlles, raïm i fruita. La major part dels habitants viu en llars mòbils, però també existeixen algunes estructures permanents.
El 13 de febrer de 2013, entre 6 i 9 llars mòbils segons les diverses fonts, van ser destruïts en compliment d'una ordre del Tribunal Superior de Justícia, ordenant a l'Administració Civil Israeliana, la demolició de les cases de l'assentament. En els alderulls que van tenir lloc després de les demolicions, diversos manifestants van ser arrestats. En un atac de la Política de l'etiqueta de preus, l'antic cementiri islàmic de Mamilla situat a Jerusalem Est, va ser vandalitzat aparentment en venjança per les demolicions de Maale Rehavim. Al maig de 2014, el govern israelià va decidir evacuar deu edificis de Maale Rehavam, mentre va autoritzar la permanència de la resta de llars móbiles i estructures de l'assentament.